# Donald Bailey (muzikant)
Donald Orlando 'Duck' Bailey (Philadelphia, 26 maart 1933 – Montclair (Californië), 15 oktober 2013) was een Amerikaanse jazzdrummer.

## Biografie
Donald Bailey, Sr., kwam uit een muzikale familie. Zijn vader was eveneens drummer, zijn broer Morris Bailey, Jr. was een arrangeur, componist, producer en saxofonist, en zijn neef Victor Bailey is bassist en is bekend door zijn werk bij Weather Report. Donald Bailey is als drummer autodidact.
Bailey werd vooral bekend als drummer in het trio van jazzorganist Jimmy Smith. Hij werkt hier van 1956 tot 1964 en speelde mee op meer dan twintig albums die allemaal uitkwamen op het label Blue Note Records. Tevens werkte hij mee aan opnames van The Three Sounds, die eveneens op dit label verschenen Bailey werkte als sideman voor enkele beroemde jazzmusici, waaronder Sarah Vaughan, Carmen McRae, Hampton Hawes, Sonny Rollins, Freddie Hubbard en Red Mitchell. Hij speelde ook met John Coltrane. Halverwege de jaren 70 verhuisde hij naar Japan, waar hij zes jaar woonde en in 1978 een album uitbracht, "So in Love" (uitgekomen op Trio Records), gemaakt met Hideo Ichikawa, Hideyuki Kikuchi, Yoshio Ikeda, Takaaki Nishikawa en Toshihiko Ogawa. Dit album, waarop Bailey ook mondharmonica speelt, is nu een 'collector's item'. Zijn laatste plaat, "Blueprints of Jazz Vol.3 featuring Donald Bailey" (met Charles Tolliver, George Burton en Odean Pope) kwam in 2009 uit op Talking House Records.
Bailey trad tot ver in het begin van de 21ste eeuw op in en rond de San Francisco Bay Area. Hij verhuisde kort voor zijn overlijden nog naar Montclair. Hij overleed hier op 80-jarige leeftijd.

## Discografie

### Als leider
- Trio (Capri, 1990)
- Blueprints of Jazz (Talking House, 2006)

### Als 'sideman'
Met Roy Ayers
- Virgo Vibes (Atlantic Records, 1967)

Met George Braith
- Two Souls in One (Blue Note, 1963)

Met Hampton Hawes
- Here and Now (Contemporary Records, 1965)
- The Seance (Contemporary, 1966 [1969])
- I'm All Smiles (Contemporary, 1966 [1973])

Met Harold Land
- The Peace-Maker (Cadet Records, 1968)

Met Jimmy Smith
- The Incredible Jimmy Smith at the Organ (Blue Note, 1956)
- At Club Baby Grand (Blue Note, 1956)
- The Sounds of Jimmy Smith (Blue Note, 1956)
- Plays Pretty Just for You (Blue Note, 1957)
- Jimmy Smith Trio + LD (Blue Note, 1957)
- Groovin' at Small's Paradise (Blue Note, 1957)
- House Party (Blue Note, 1957)
- The Sermon! (Blue Note, 1958)
- Softly as a Summer Breeze (Blue Note, 1958)
- Cool Blues (Blue Note, 1958)
- Six Views of the Blues (Blue Note, 1958)
- Home Cookin' (Blue Note, 1958–59)
- Crazy! Baby (Blue Note, 1960)
- Open House (Blue Note, 1960)
- Plain Talk (Blue Note, 1960)
- Straight Life (Blue Note, 1961)
- Plays Fats Waller (Blue Note, 1962)
- I'm Movin' On (Blue Note, 1963)
- Bucket! (Blue Note, 1963)
- Rockin' the Boat (Blue Note, 1963)
- Prayer Meetin' (Blue Note, 1963)

Met The Three Sounds
- Live at the Lighthouse (Blue Note, 1967)
- Coldwater Flat (Blue Note, 1968)

Met Jack Wilson
- Song for My Daughter (Blue Note, 1969)